# 刘易斯·劳埃德
刘易斯·凯文·劳埃德（英語：Lewis Kevin Lloyd，1959年2月22日—2019年7月5日），美国NBA联盟前职业篮球运动员。他在1981年的NBA选秀中第4轮第76顺位被金州勇士选中。